# De Noorderling

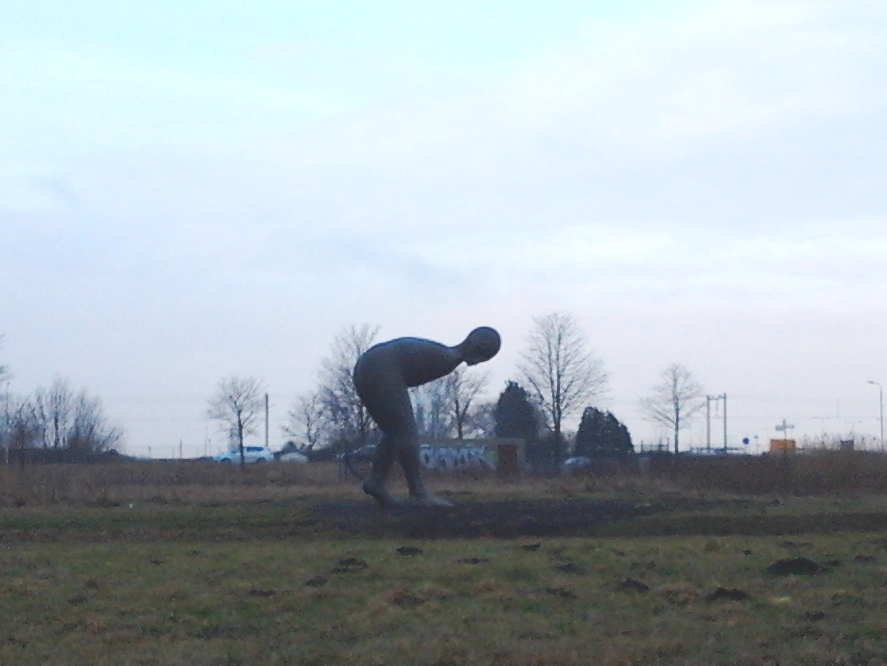
Foto vanaf Tolhekplein

De Noorderling is een beeld gelegen aan het Tolhekplein aan de N470 op de grens van Pijnacker en Lansingerland. Het beeld is ruim 5 meter hoog en ontworpen door Henk Visch. In november 2011 werd het geplaatst.
De Noorderling is een vooroverbuigende figuur, die met een lichte draaiing van het hoofd zijdelings naar het verkeer op de N470 kijkt. Het beeld staat op enige afstand van de weg op gelijk niveau als de N470.
Het beeld werd gerealiseerd in het kader van de kunstmanifestatie Echt Zien, kunst rondom de N470 (2006-2011).